# Football Club Petržalka 1898
Il Football Club Petržalka 1898 è una società calcistica slovacca con sede a Petržalka, distretto della capitale Bratislava.
Fondato nel 1898, il club ha ottenuto per la prima volta la promozione nella massima serie cecoslovacca negli anni '80. Dal 1996-1997 al 2009-2010 ha disputato quattordici stagioni consecutive in massima divisione e nel 2005-2006, con il nome di Footbal Club Artmedia Petržalka, ha partecipato alla UEFA Champions League e alla Coppa UEFA, dove è stata eliminata ai sedicesimi di finale. 

## Denominazioni
- 1898 - Fondata come Pozsonyi Torna Egyesület
- 1919 - Rinominata Pozsonyi Torna Egyesület
- 1953 - Rinominata Kovosmalt Bratislava
- 1956 - Rinominata Spartak Kovosmalt Bratislava
- 1963 - Rinominata TJ Považské Strojárne Bratislava
- 1965 - Rinominata Spartak Sklárske stroje Bratislava
- 1974 - Rinominata TJ SKS Bratislava
- 1976 - Rinominata TJ ZTS Petržalka
- 1986 - Rinominata in TJ Internacionál Slovnaft Bratislava in seguito alla fusione con l'TJ Internacionál Slovnaft ZŤS Bratislava
- 1990 - Rinominata TJ ZŤS Petržalka
- 1990 - (più tardi) Rinominata 1. FC Hydronika Petržalka
- 1991 - Rinominata 1. FC Petržalka
- 1993 - Rinominata FC Artmedia Petržalka
- 2003-2004 - Al primo turno in Coppa UEFA.
- 2004-2005 - Al secondo turno preliminare in Coppa UEFA.
- 2005 - Rinominata FC Artmedia Bratislava
- 2007 - Rinominata FC Artmedia Petržalka
- 2009 - Rinominata MFK Petržalka
- 2010 - Rinominata FC Petržalka 1898
- 2014– Rinominata FC Petržalka akadémia

## Palmarès

### Competizioni nazionali
- Campionato slovacco: 2

2004-2005, 2007-2008
- Coppa di Slovacchia: 2

2003-2004, 2007-2008
- Supercoppa di Slovacchia: 2

2005, 2008
- 2. Liga (Slovacchia): 1

1995-1996
- 3. Liga (Slovacchia): 1

2017-2018 (girone Bratislava)

### Altri piazzamenti
- Campionato slovacco:

Secondo posto: 2002-2003, 2005-2006, 2006-2007
- Coppa di Slovacchia:

Finalista: 2004-2005, 2008-2009
Semifinalista: 2005-2006, 2006-2007
- Supercoppa di Slovacchia:

Finalista: 2004

## Risultati internazionali 2005-2006
In tale stagione la squadra slovacca arriva a disputare la fase a gironi della UEFA Champions League, sfiorando il passaggio agli ottavi e finendo terza nel suo girone.
- 1º Turno di Qualificazioni: Artmedia Bratislava - Kairat Almaty 0-2, 4-1
- 2º Turno di Qualificazioni: Artmedia Bratislava - Celtic 5-0, 0-4
- 3º Turno di Qualificazioni: Artmedia Bratislava - Partizan 0-0, 0-0, 4-3 (calci di rigore)
- CL Group H - Artmedia Bratislava - Inter 0-1
- CL Group H - FC Porto - Artmedia Bratislava 2-3
- CL Group H - Rangers - Artmedia Bratislava 0-0
- CL Group H - Artmedia Bratislava - Rangers 2-2
- CL Group H - Inter - Artmedia Bratislava 4-0
- CL Group H - Artmedia Bratislava - FC Porto 0-0
- Coppa UEFA 2005-2006 - Artmedia Bratislava - Levski Sofia 0-1
- Coppa UEFA 2005-2006 - Levski Sofia - Artmedia Bratislava 2-0

## Rosa 2013-2014
| N. |                       | Ruolo | Calciatore      |
| -- | --------------------- | ----- | --------------- |
| 1  | Slovacchia (bandiera) | P     | Miroslav Kaňuk  |
| 2  | Slovacchia (bandiera) | D     | Matej Havrila   |
| 3  | Slovacchia (bandiera) | D     | Matej Klenovský |
| 5  | Slovacchia (bandiera) | A     | Jakub Tomšík    |
| 7  | Slovacchia (bandiera) | C     | Marián Kolony   |
| 9  | Slovacchia (bandiera) | D     | Peter Mriglot   |
| 10 | Slovacchia (bandiera) | C     | Ján Nemček      |
| 11 | Slovacchia (bandiera) | A     | Timotej Vajdík  |
| 12 | Slovacchia (bandiera) | C     | Michal Sokol    |
| 15 | Slovacchia (bandiera) | C     | Lukáš Štrba     |
| 16 | Slovacchia (bandiera) | C     | Ivan Horváth    |
| 17 | Slovacchia (bandiera) | C     | František Hečko |
| 19 | Slovacchia (bandiera) | C     | Zoltán Kontár   |

| N.  |                       | Ruolo | Calciatore         |
| --- | --------------------- | ----- | ------------------ |
| 20  | Slovacchia (bandiera) | C     | Filip Baláži       |
| 22  | Serbia (bandiera)     | C     | Vladimir Gligić    |
| 23  | Ghana (bandiera)      | D     | Prince Ofori       |
| 24  | Slovacchia (bandiera) | C     | Andrej Semjan      |
| 25  | Slovacchia (bandiera) | D     | Ladislav Pecko     |
| 26  | Slovacchia (bandiera) | D     | Dominik Tóth       |
| 27  | Slovacchia (bandiera) | D     | Marko Cingel       |
| 30  | Slovacchia (bandiera) | A     | Jakub Čunta        |
| 31  | Slovacchia (bandiera) | P     | Branislav Bolech   |
| 32  | Slovacchia (bandiera) | C     | Matej Čobik Ferčik |
| 99  | Slovacchia (bandiera) | D     | Emil Stranianek    |
| TBA | Serbia (bandiera)     | A     | Milan Vuković      |
| TBA | Slovacchia (bandiera) | D     | Jozef Halás        |